# مختبر جورجيا للطائرات النووية

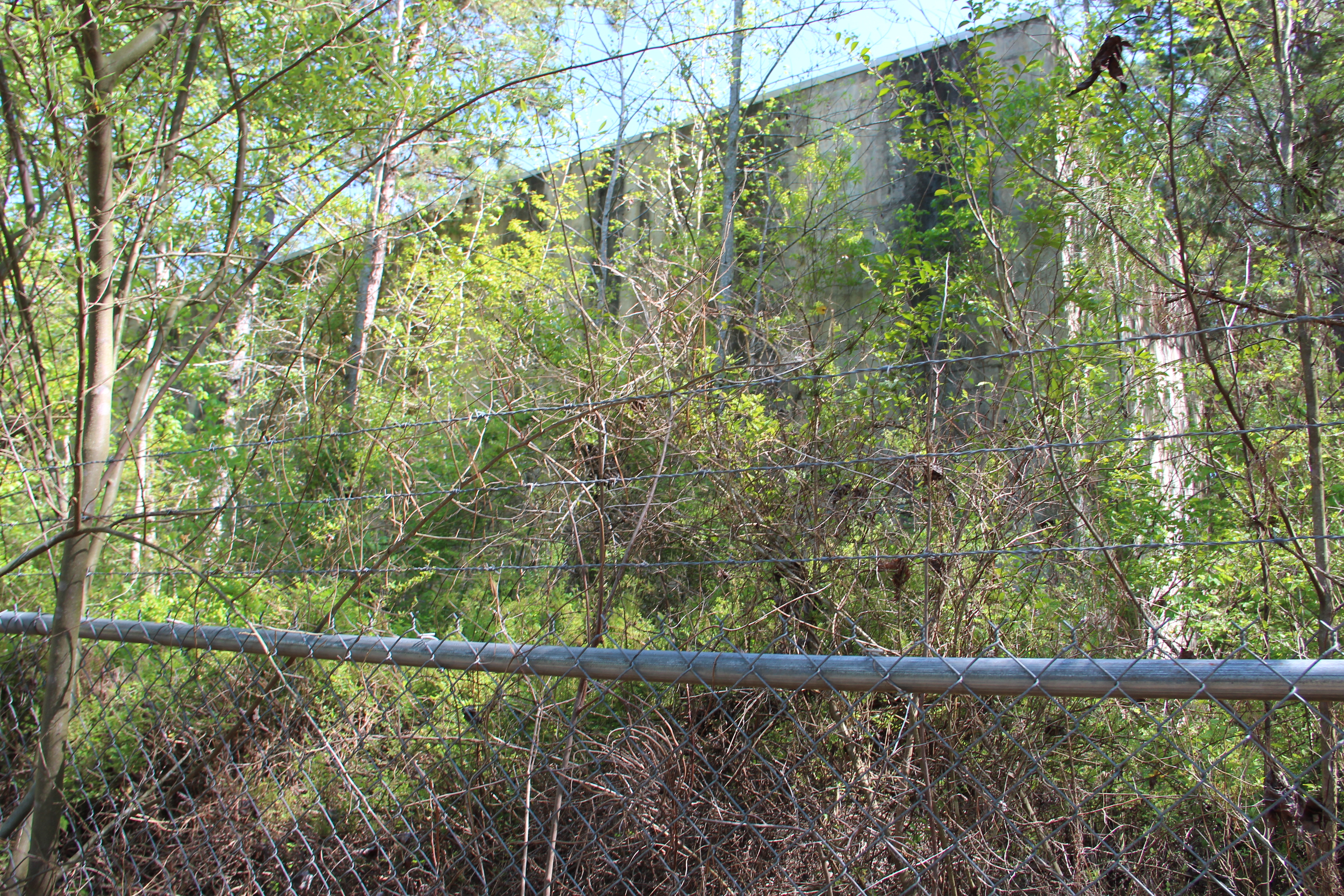
مختبر جورجيا للطائرات النووية (مهجور)

مختبر جورجيا للطائرات النووية هو عبارة عن منشأة اختبار تابعة لسلاح الجو الأمريكي تقع في غابة داوسون في داوسونفيل بولاية جورجيا.
كان موقع مختبر لوكهيد للتحقيق في جدوى الطائرات النووية حيث تم استخدام الموقع لتشعيع المعدات العسكرية وكذلك الغابات لتحديد تأثير الحرب النووية وتأثيراتها على الحياة البرية.

## الإغلاق
تم إغلاق المنطقة في عام 1971 واستحوذت عليها مدينة أتلانتا لبناء مطار جديد ولكن تم تحديد تضاريسها لتكون غير مناسبة للمطار.
تظل المستندات التي توضح ما حدث في الموقع سرية للغاية وتم دفن مدخل الجزء الذي يقع تحت الأرض من المنشأة. الأشياء الوحيدة التي بقيت فوق الأرض هي الأسس الخرسانية التي وضعت عليها المباني والمفاعلات.